# 金子節子
金子 節子（かねこ せつこ）は、日本の漫画家。

## 概要
1972年、集英社の少女誌『りぼん増刊号』掲載の「あねき」にてデビュー。2019年現在は主に秋田書店の『Eleganceイブ』や双葉社の『Jourすてきな主婦たち』にて活躍中。

## 単行本・収録作品リスト

### 集英社 刊
- 鮎子なかないで！（1974年5月、りぼんマスコットコミックス） 
  - 鮎子なかないで！（『りぼん』1973年7月号）
  - ただいまソバカス45（『りぼん』1973年2月号）
  - 青空を忘れないで（『りぼん』1973年12月号）
  - あねき（『りぼん』1972年4月大増刊号、デビュー作）
- しっかり！じゃじゃうま先生（1975年7月、りぼんマスコットコミックス）
  - しっかり！じゃじゃうま先生（『りぼん』1974年9月号）
  - 春にてそうろう（『りぼん』1975年3月号）
  - どんぐりコロコロ（『りぼん』1973年5月号）
- うちのアネキはＬサイズ（1976年3月、りぼんマスコットコミックス）
  - うちのアネキはＬサイズ（『りぼん』1975年12月号）
  - デカンショ館の野郎ども（『りぼん』1974年11月号）
  - 泣くのは明日（『りぼん』1975年1月号）
  - ジャンボな13歳（『りぼん』1973年春の大増刊号）
- 先生おてやわらかに（1977年8月、りぼんマスコットコミックス）
  - 先生おてやわらかに（『りぼん』1975年10月号）
  - ７人家族（『りぼん』1976年7月号）
  - 仰げば尊し（『りぼん』1976年10月号）
- 女はいやじゃ！（1978年5月、りぼんマスコットコミックス）
  - 女はいやじゃ！（『りぼん』1977年2月号付録りぼんアイドル文庫）
  - となりのごろすけ（『りぼん』1972年夏休み大増刊号）
- 千代ちゃん、ちょっと！（1979年1月、りぼんマスコットコミックス）
  - 千代ちゃん、ちょっと！（『りぼん』1977年9月号）
  - 風のようなジュサブロー（『りぼん』1977年11月号）
  - ボインがなんじゃ！（『りぼん』1978年7月号）
- オッス！Gパン先生 （前編：1979年9月・後編：1979年10月、りぼんマスコットコミックス）
  - 前編（『りぼん』1978年9月号－12月号）
  - 後編（『りぼん』1979年1月号－4月号）
- 次男はつらいよ！！（1980年6月、りぼんマスコットコミックス）
  - 次男はつらいよ！！（『りぼん』1979年7月号）
  - 硬派か軟派か！？（『りぼんデラックス』1976年秋号）
  - アニキの嫁さん（『りぼん』1978年2月号）
- オッス！美里ちゃん（全5巻・1980－1981年、りぼんマスコットコミックス）
  - オッス！美里ちゃん（『りぼん』1979年10月号－1981年3月号）
  - 男はいやじゃ！（第4巻収録、『りぼん』1977年5月号）
  - 女でござる！（第5巻収録、『りぼん』1976年2月号）
  - 男でござる！（第5巻収録、『りぼん』1977年7月号）

- オッス！美里ちゃん 文庫版全3巻
  1. （2000年7月18日発売）978-4-086-17087-1
  2. （2000年7月18日発売）978-4-086-17088-8
  3. （2000年7月18日発売）978-4-086-17089-5
- どろんこアドバンテージ（全3巻・1982年、りぼんマスコットコミックス）
  - どろんこアドバンテージ（『りぼん』1981年8月号－1982年8月号）
- 美里におまかせ！（1983年6月、りぼんマスコットコミックス）ISBN 4-08-853264-3
  - 美里におまかせ！（『りぼん』1981年6月号）
  - もみじ橋わたれ（『りぼん』1982年10月号）
  - ムサシになれない！（『りぼん』1983年2月号）
- 絆－きずな－ ISBN 978-4-088-62269-9
- 草の碑（1994年、ユーコミックデラックス）ISBN 4-08-862305-3
  - 草の碑（『YOU』1994年8月号－10月号）
  - 約束（『YOU』1992年8月号）
  - どらまちっくが好き！（『YOU』1992年12月号）

### 秋田書店 刊
- うさぎたちの群れ ISBN 4-253-15616-9
- け せらせら ISBN 4-253-15613-4
- 降りつむ雪 ISBN 4-253-15793-9
- 小春です! 全2巻

1. ISBN 4-253-15585-5
2. ISBN 4-253-15586-3

- 青空母ちゃん 全2巻

1. ISBN 4-253-15657-6
2. ISBN 4-253-15658-4

- 天使のかくれんぼ ISBN 4-253-15797-1
- 命どう宝 ISBN 4-253-15633-9
- 夕ごはんなあに!? ISBN 4-253-15581-2
- 一番星きらら 全2巻

1. ISBN 4-253-16126-X
2. ISBN 4-253-16127-8

- お嫁さま日記 ISBN 978-4-253-12156-9
- なごりの春 ISBN 4-253-12143-8
- 風のゆくえ ISBN 978-4-253-12147-7
- 誰か私を止めて…!! ISBN 978-4-253-12157-6
- 凜と咲け!! 全2巻

1. ISBN 978-4-253-12144-6
2. ISBN 978-4-253-12146-0

- メビウスの森〜14歳のSOS〜『Eleganceイブ』 2011年7月号 - 2012年5月号、全2巻

#### 『青の群像』シリーズ
- 青の群像 全5巻（4、5巻は“恋愛時代”の副題付）

1. ISBN 4-253-15588-X
2. ISBN 4-253-15589-8
3. ISBN 4-253-15590-1
4. ISBN 4-253-15591-X
5. ISBN 4-253-15614-2

- 新・青の群像 さくらの時代～薫風～ 全5巻

1. ISBN 4-253-12181-0
2. ISBN 978-4-253-12182-8
3. ISBN 978-4-253-12183-5
4. ISBN 978-4-253-12184-2
5. ISBN 978-4-253-12185-9

- 新・青の群像 さくらの時代～疾走～ ISBN 978-4-253-12186-6
- 青の群像～結婚時代～ 全6巻

1. ISBN 4-253-15851-X
2. ISBN 4-253-15852-8
3. ISBN 4-253-15853-6
4. ISBN 4-253-15854-4
5. ISBN 4-253-15855-2
6. ISBN 4-253-15856-0

- 陽だまりのアルバム～続・青の群像～ 全2巻

1. ISBN 978-4-253-12187-3
2. ISBN 978-4-253-12188-0

- 青い碧い空の下 ISBN 978-4-253-12148-4
- 青の群像～真珠抄～ ISBN 978-4-253-12150-7

### 双葉社 刊
- 隣の未亡人 ISBN 4-575-33197-X
- 可愛いかもしれない ISBN 978-4-575-33224-7
- 敵は我が家にあり! ISBN 4-575-33243-7
- 家族未満 全2巻

1. ISBN 4-575-33260-7
2. ISBN 4-575-33261-5

- Scramble 全2巻

1. ISBN 4-575-33265-8
2. ISBN 4-575-33266-6

- 今日も青い空 ISBN 4-575-33276-3
- ならぬ堪忍 するが堪忍 ISBN 4-575-33298-4
- 秋庭家の人々 ISBN 4-575-33308-5
- のんちゃんの手のひら 全10巻

1. ISBN 4-575-33312-3
2. ISBN 4-575-33313-1
3. ISBN 4-575-33323-9
4. ISBN 4-575-33325-5
5. ISBN 978-4-575-33329-9
6. ISBN 978-4-575-33390-9
7. ISBN 978-4-575-33434-0
8. ISBN 978-4-575-33453-1
9. ISBN 978-4-575-33454-8
10. ISBN 978-4-575-33470-8

- 青い鳥どこへ… ISBN 978-4-575-33348-0
- 橘家の姫事情 ISBN 978-4-575-33486-9